# Osse-en-Aspe
Osse-en-Aspe ist eine französische Gemeinde mit 332 Einwohnern (Stand 1. Januar 2022) im Département Pyrénées-Atlantiques in der Region Nouvelle-Aquitaine (vor 2016: Aquitanien). Sie gehört zum Arrondissement Oloron-Sainte-Marie und zum Kanton Oloron-Sainte-Marie-1 (bis 2015: Kanton Accous).
Der Name in der gascognischen Sprache lautet Òussa. Die Bewohner werden Ossois und Ossoises genannt.

## Geographie
Osse-en-Aspe liegt ca. 25 km südlich von Oloron-Sainte-Marie im Aspetal in der historischen Provinz Béarn.
Umgeben wird der Ort von den Nachbargemeinden:
|        | Lourdios-Ichère                             | Sarrance |
| Arette | Kompassrose, die auf Nachbargemeinden zeigt | Bedous   |
|        | Lées-Athas                                  |          |

Osse-en-Aspe liegt im Einzugsgebiet des Flusses Adour am linken Ufer des Gave d’Aspe, der beim Zusammenfluss mit dem Gave d’Ossau weiter flussabwärts gemeinsam den Gave d’Oloron bildet.
Zuflüsse des Gave d’Aspe strömen durch das Gemeindegebiet:
- der Malugar,
- der Ruisseau l’Arricq,
- der Gave de Lourdios mit seinen Nebenflüssen,
  - dem Ravin de Pourtau,
  - dem Ruisseau l’Aidy,
  - dem Arriou de la Sèque und
  - dem Arriou Dichère.[3]

## Geschichte
In der Volkszählung des Béarn im Jahre 1385 wurden in Osse 42 Haushalte gezählt. Osse gehörte zur Bailliage des Archidiakonats von Aspe und besaß ein Laienkloster, Vasall des Vicomtes von Béarn. 1820 wurde der Ortsteil Lourdios herausgelöst und zusammen mit Ichère als neue Gemeinde Lourdios-Ichère gegründet.
Toponyme und Erwähnungen von Osse-en-Aspe waren:
- Ouce (1343, hommages de Béarn, Manuskripte von 1343, Blatt 23),
- Ousse (14. Jahrhundert, Volkszählung im Béarn),
- Ousa (1449, Vorschriften des Obersten Gerichtshofs),
- Oussa (1463, Urkunden aus Lées-Athas),
- Sent-Stephen d’Ousse (1608, Veröffentlichungen des Bistums Oloron),
- Osse (1750, Karte von Cassini),
- Osse Lourdios (1793, Notice Communale),
- Osse (1801 und 1863, Bulletin des Lois bzw. Dictionnaire topographique du département des Basses-Pyrénées) und
- Osse-en-Aspe (1940, Notice Communale).[4][6][5]

### Einwohnerentwicklung
Nach einem Höchststand der Einwohnerzahl nach der Abspaltung von Lourdios von rund 950 in der Mitte des 19. Jahrhunderts reduzierte sich die Zahl bei kurzen Erholungsphasen bis zu den 1980er Jahren auf rund 300 Einwohnern. Anschließend erfuhr die Gemeinde eine kurze, moderate Erholungsphase, die in jüngster Zeit wieder stagniert.
| Jahr      | 1962 | 1968 | 1975 | 1982 | 1990 | 1999 | 2006 | 2009 | 2022 |
| --------- | ---- | ---- | ---- | ---- | ---- | ---- | ---- | ---- | ---- |
| Einwohner | 398  | 337  | 342  | 299  | 307  | 313  | 330  | 329  | 332  |

## Sehenswürdigkeiten

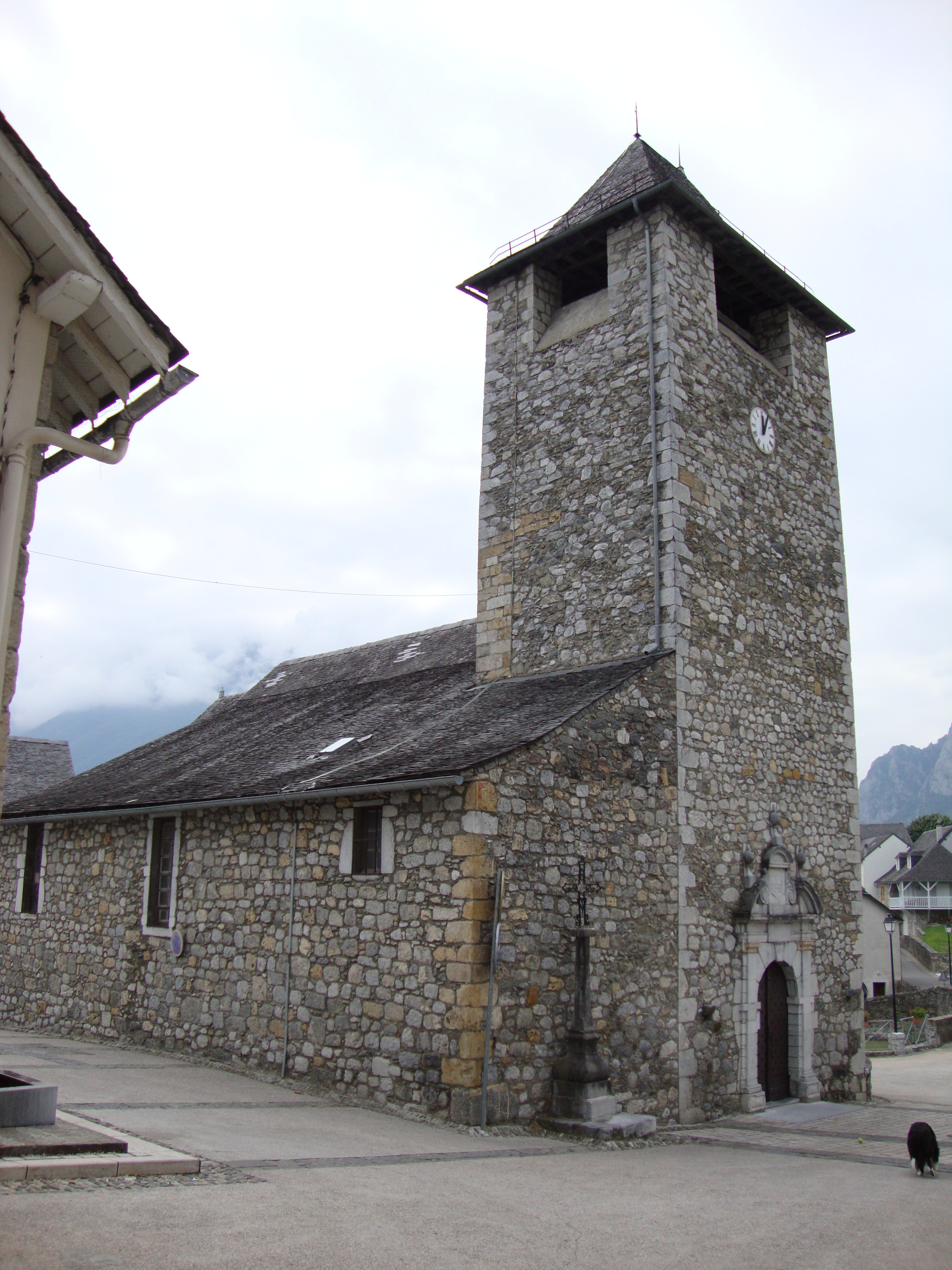
Pfarrkirche Saint-Étienne

- Pfarrkirche, geweiht dem heiligen Stephanus. Das ursprüngliche Bauwerk datiert aus dem 12. oder 13. Jahrhundert. Seine Apsis mit Kesselgewölbe, einige Konsolen und der Glockenturm stammen vermutlich aus dieser Epoche. 1569 wurde die Kirche in den Hugenottenkriegen von protestantischen Truppen in Brand gesteckt. Von 1560 bis 1620 diente das Bauwerk als reformierte Kirche. Zu Beginn des 17. Jahrhunderts wurde sie restauriert, und der Glockenturm wurde aufgestockt. 1678 wurde das Eingangsportal geschaffen. In den Jahren 1723 und 1750 erfolgten erneute Restaurierungsarbeiten. Während der Französischen Revolution 1793 verwüstet, wurde das Gebäude ein Jahr später in einen sogenannten Tempel der Vernunft umgewandelt. 1886 bis 1887 führte das Atelier des Pfarrers Xavier Montaut aus Oloron Wandmalereien im Langhaus und im Chor aus. Glasfenster mit Darstellungen religiöser Personen wurden von der Glasmalerei Mauméjean im späten 19. Jahrhundert und 1887 vom Glasmaler Auguste Montaut aus Oloron hinzugefügt. Die heutige Kirche besitzt ein dreischiffiges Langhaus mit zwei Jochen Länge und Arkaden in Rundbogenform.[8][9]

Ausstattungsgegenstände der Pfarrkirche von Osse
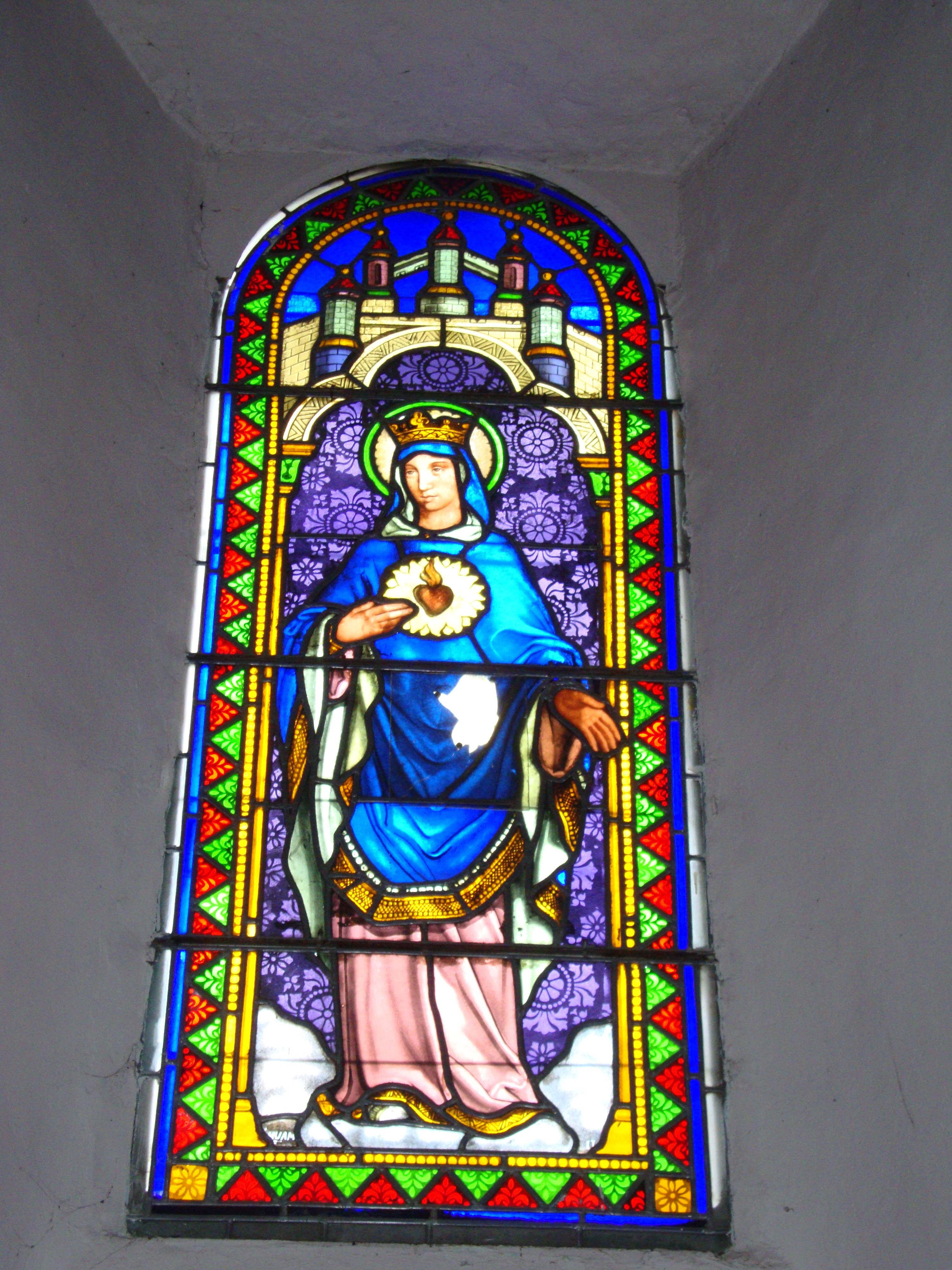
Glasfenster mit dem Motiv des unbefleckten Herzens Mariä (Mauméjean)
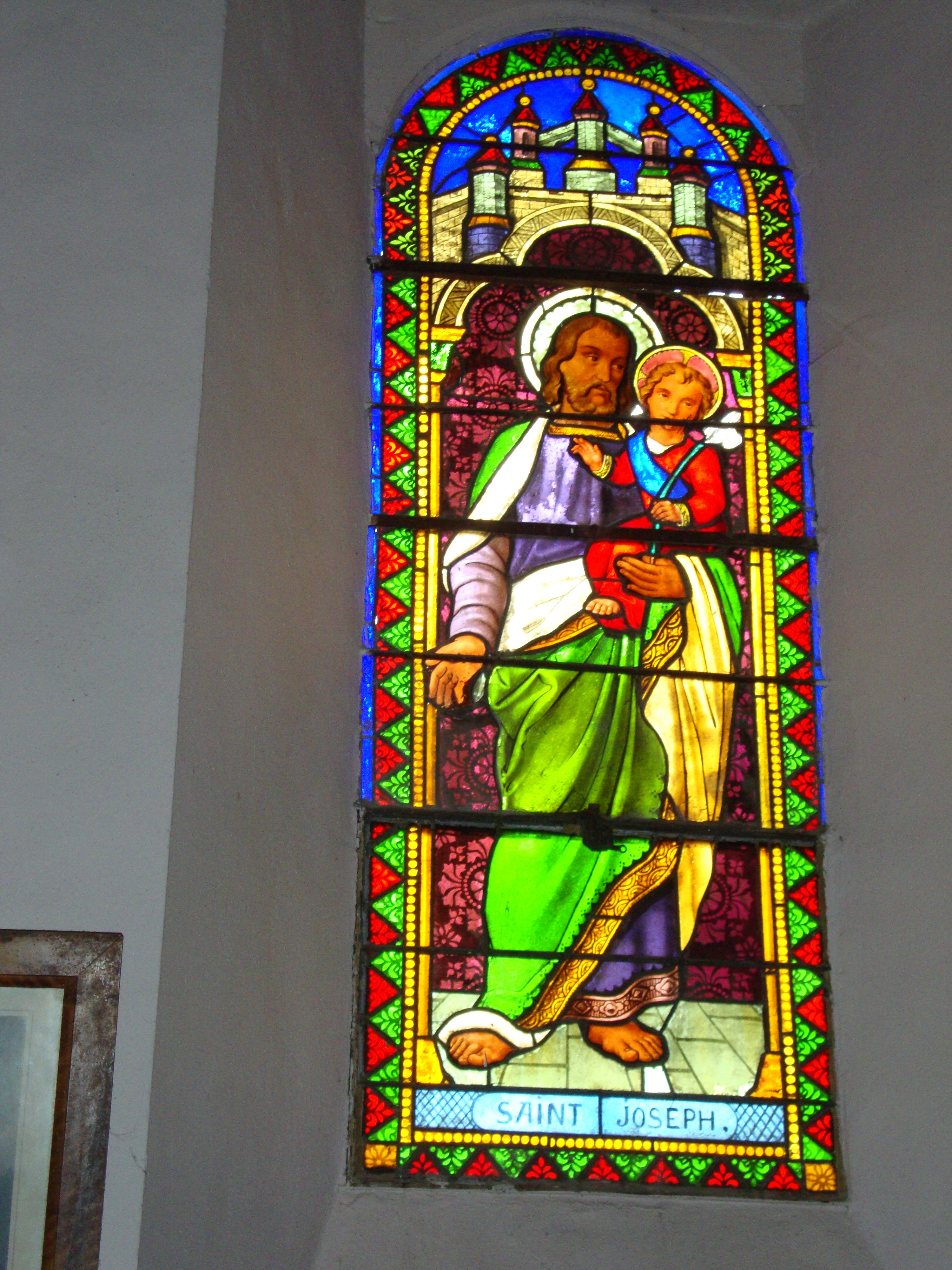
Glasfenster mit Josef von Nazaret und Jesuskind (Mauméjean)
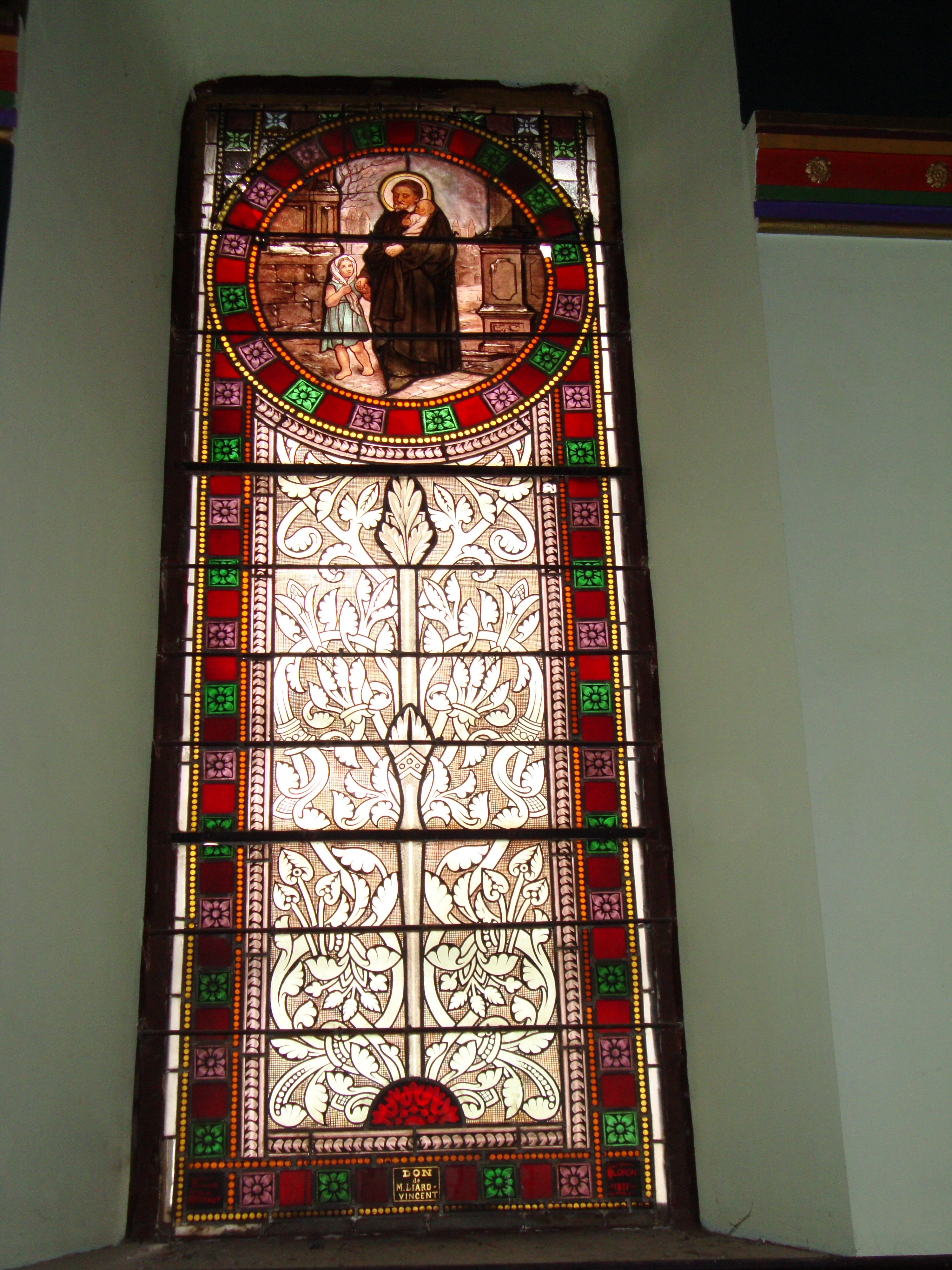
Glasfenster mit Winterszene (Auguste Montaut)
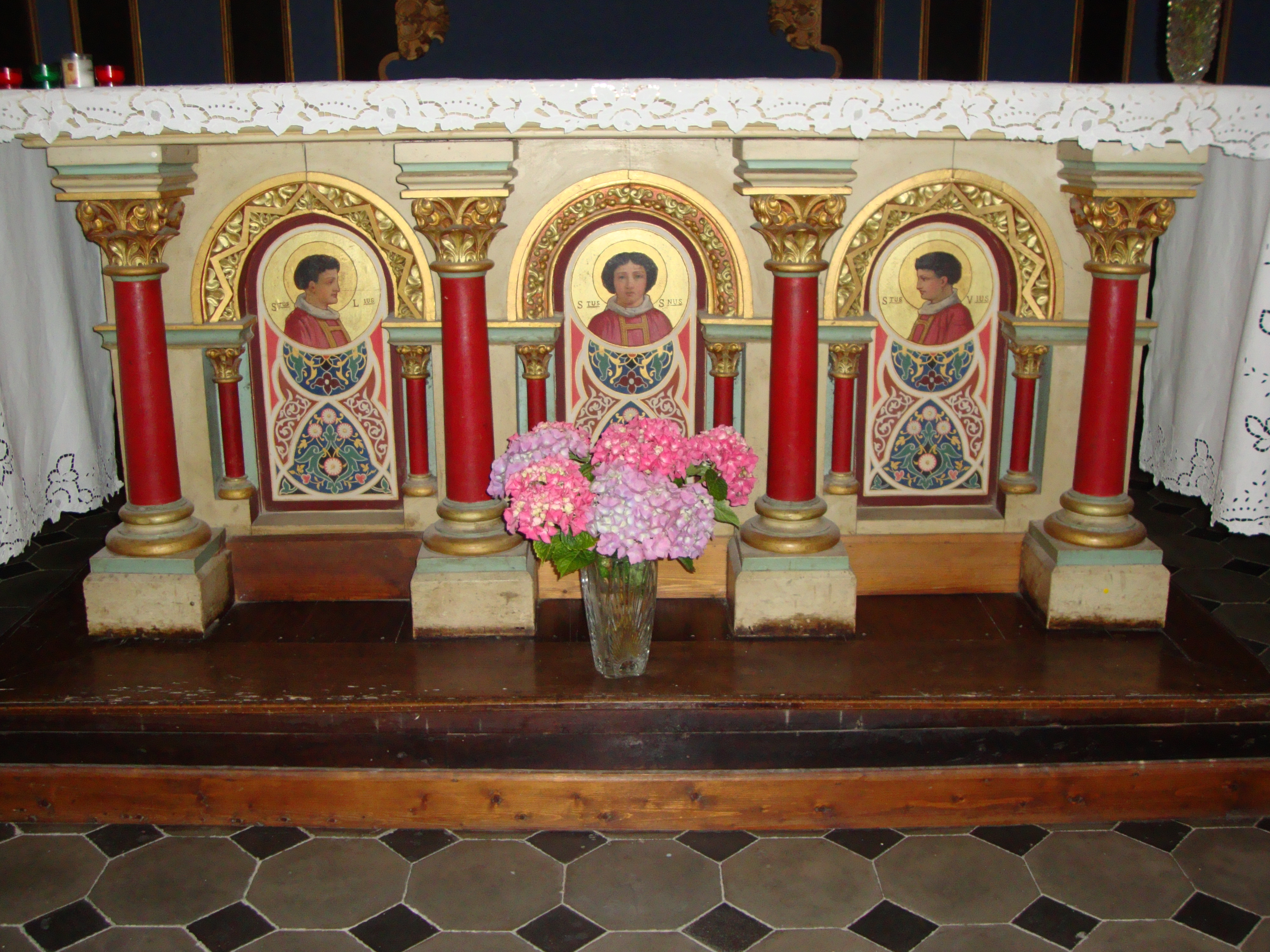
Altar mit Medaillons
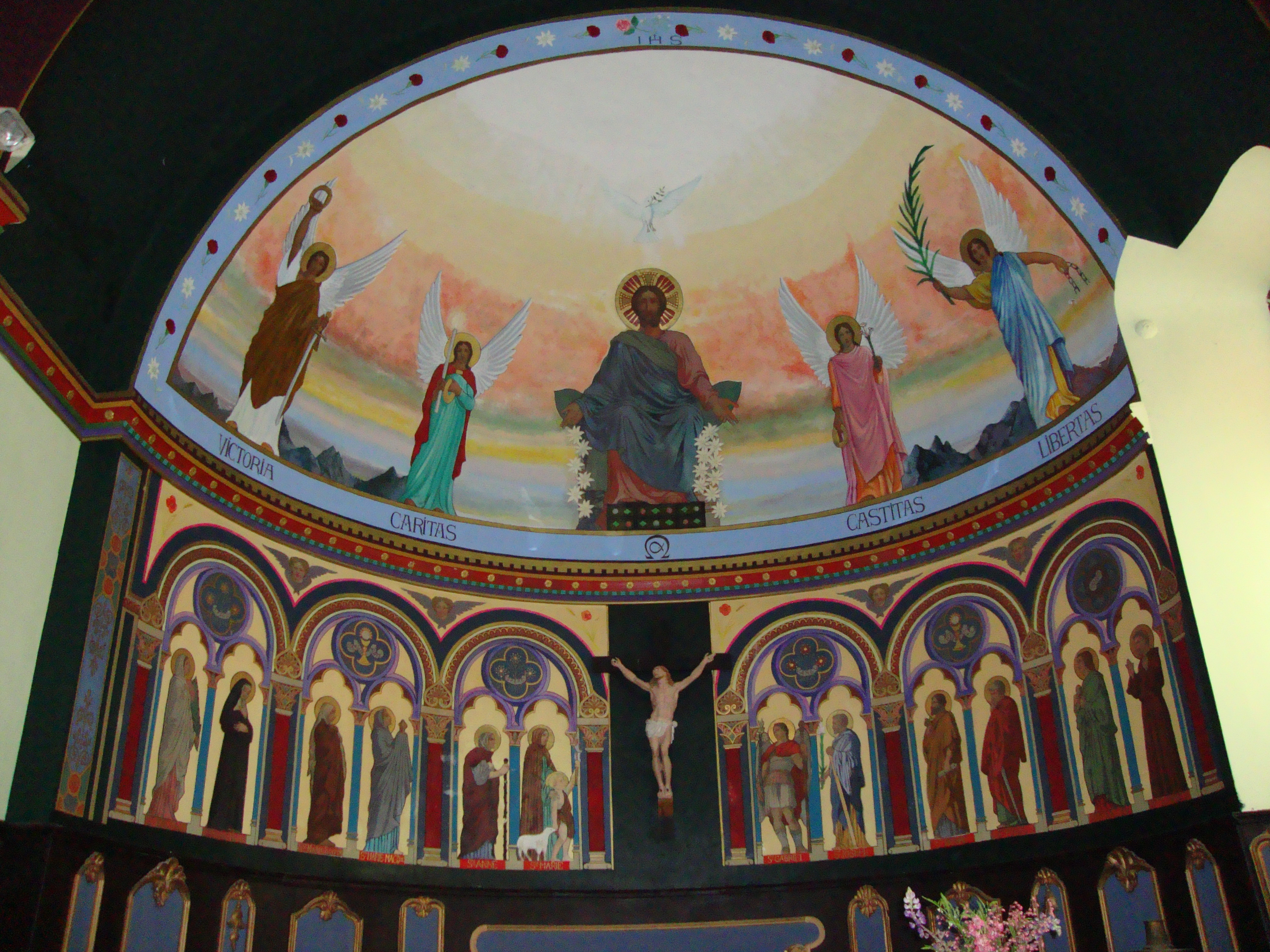
Chor mit Wandbemalung

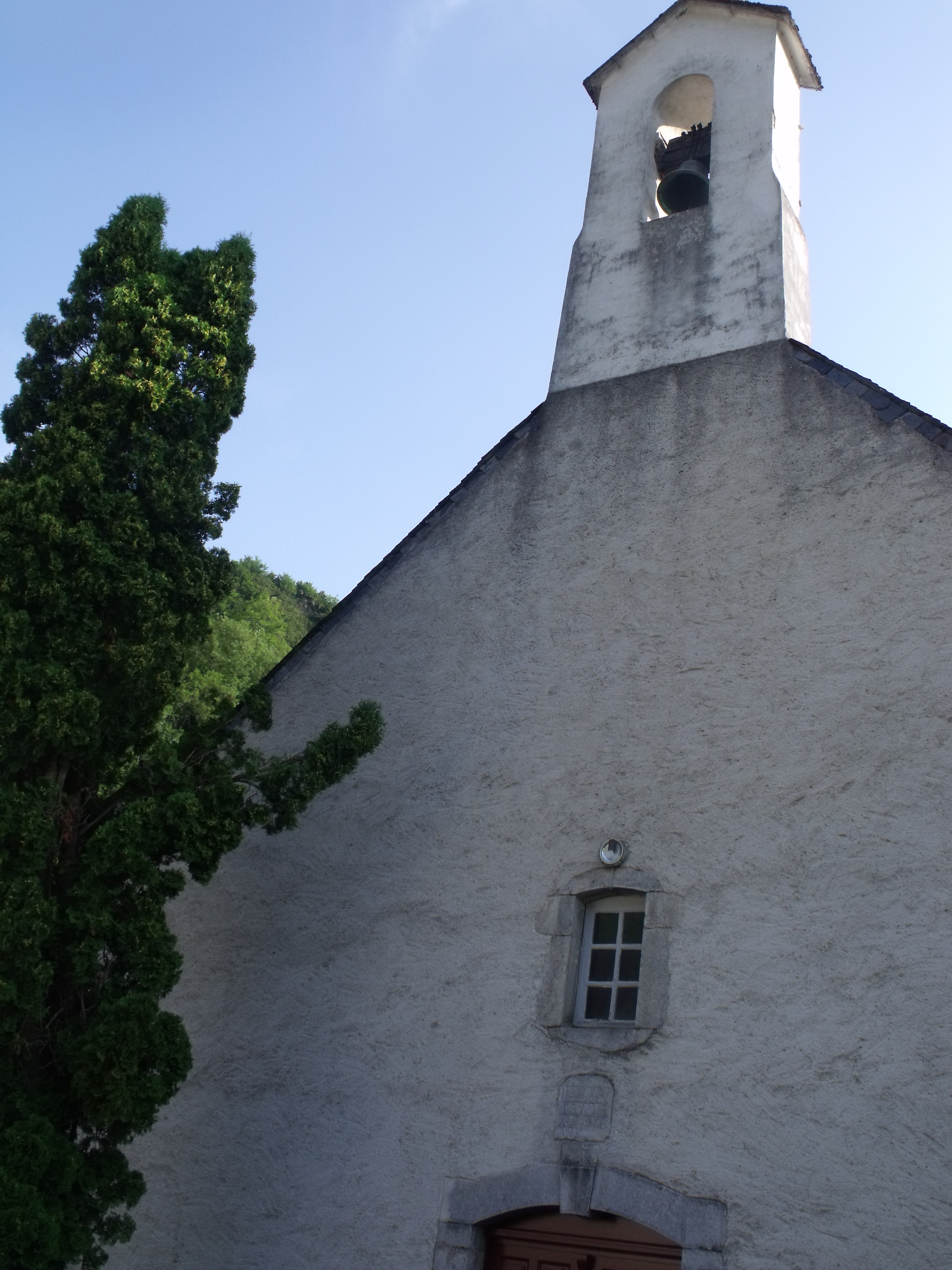
Evangelische Kirche von Osses

- Reformierte Kirche, genannt Bethel nach dem in der Bibel erwähnten Ort Bet-El (deutsch Haus Gottes). Während der Reformation im Béarn nutzten die Protestanten von Osse die katholische Pfarrkirche für ihre Gottesdienste, bis der Vorgängerbau der Kirche im Jahre 1620 errichtet wurde. Im Jahre 1686, ein Jahr nach dem Widerruf des Edikts von Nantes, wurde die Kirche zerstört, und die protestantische Gemeinde feierte ihre Gottesdienste von nun an in Scheunen. Der heutige Garten war einstmals der protestantische Friedhof, der 1789 wiederbelebt wurde. Die heutige Kirche ist ein Neubau aus dem Jahre 1802, der 1805 eingeweiht und 1821 mit einem Pfarrer besetzt wurde. In der Folge ist insbesondere Alfred Cardier zu erwähnen, der von 1877 bis 1906 Pfarrer der reformierten Gemeinde war. Neben dem Eingang ist ein Stein aus dem ursprünglichen Bauwerk mit der Inschrift „Bethel Kirche der Protestanten“ in die Fassade eingebaut. Über dem Eingang an der Ostseite der Kirche erhebt sich ein Glockengiebel mit einer Glocke. Zwei Fenster auf der Nord- und auf der Südseite übertragen das Licht in das einschiffige Langhaus mit einer Sakristei, die auch als Bibliothek dient. Die Kanzel befindet sich gegenüber dem Altar. Auch heute werden in der Kirche evangelische Gottesdienste gefeiert.[10][11]

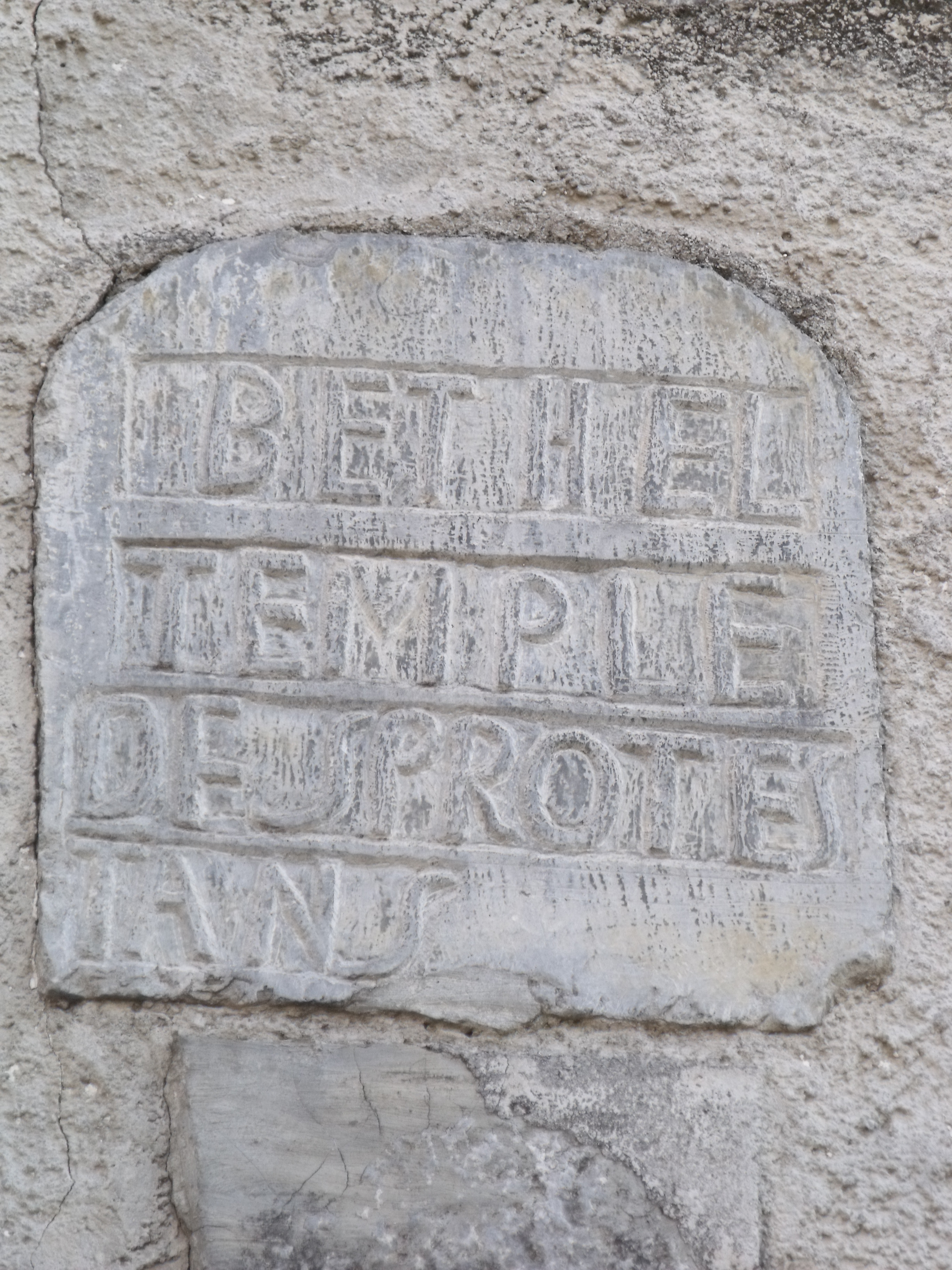
Stein in der Fassade der evangelischen Kirche
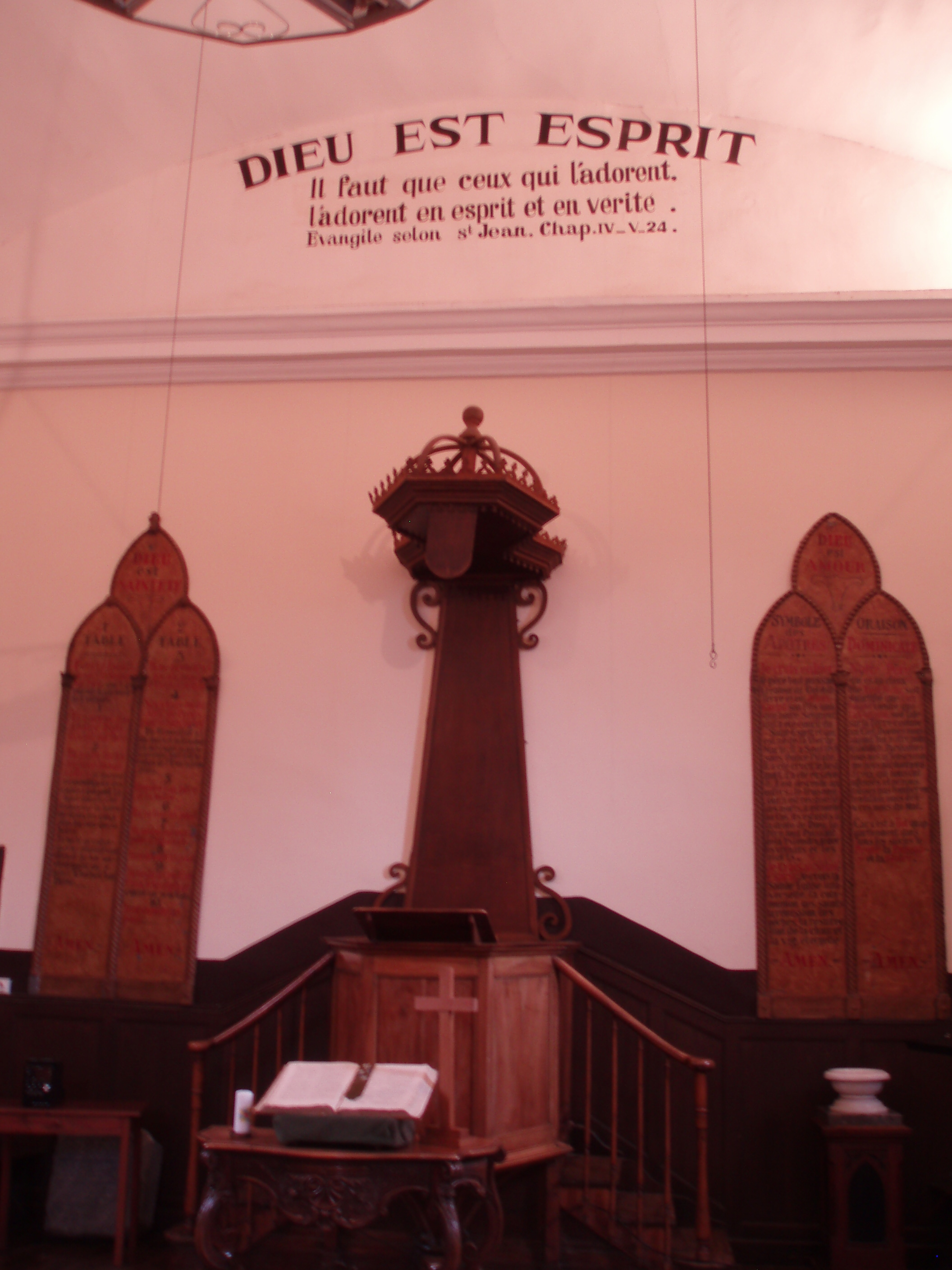
Kanzel

- Festes Haus. An der Straße nach Bedous liegt das ehemalige Feste Haus aus dem 13. oder 14. Jahrhundert. Es besteht aus einem Gebäude mit rechteckigem Grundriss und einem viereckigen Turm, der sich ihm anschließt und über Türen im Erdgeschoss und auf der ersten Etage mit ihm verbunden ist. Schießscharten sind auf den verbliebenen West-, Nord- und Südfassaden zu sehen. Die ehemalige südliche Fassade ist durch ein Haus verdeckt, das 1816 angebaut wurde. Einige Schießscharten sind zugemauert, andere nachträglich durch Fenster ersetzt. Im 15. oder 16. Jahrhundert sind Kreuzstockfenster in der ersten Etage auf der West- und auf der Ostseite eingesetzt worden. Gleichzeitig wurde ein Kamin an der Nordseite angebaut, von dem heute nur noch die seitlichen Gewände zu sehen sind. Aborterker befinden sich auf der Nordseite in Höhe der ersten Etage und der zweiten Etage des Turms. Weitere Fenster sind im 19. und 20. Jahrhundert hinzugefügt worden, ebenso wie die Toreinfahrt auf der Westseite. Das Haus befindet sich heute in Privatbesitz und wird als Schuppen genutzt.[12][13]

- Villa Elisée. Sie ist im späten 19. Jahrhundert im Stil eines Chalets errichtet worden. Sie besitzt zwei Stockwerke, einen Souterrain und ein Dachgeschoss. Die Hauptfassade ist ihre Giebelseite, deren Ortgang mit teils geschwungenen Brettern verziert ist. Die Umrahmungen der Fenster sind bichrom abwechselnd aus Steinen und Ziegelsteinen gearbeitet, die Mauerecken sind mit verzahnten Werksteinen betont. Die Lukarne an der nordwestlichen Seite tragen Giebeldächer, auf deren Spitze eine Giebelähre emporragt. Die Villa befindet sich in Privatbesitz.[14][15]

## Wirtschaft und Infrastruktur

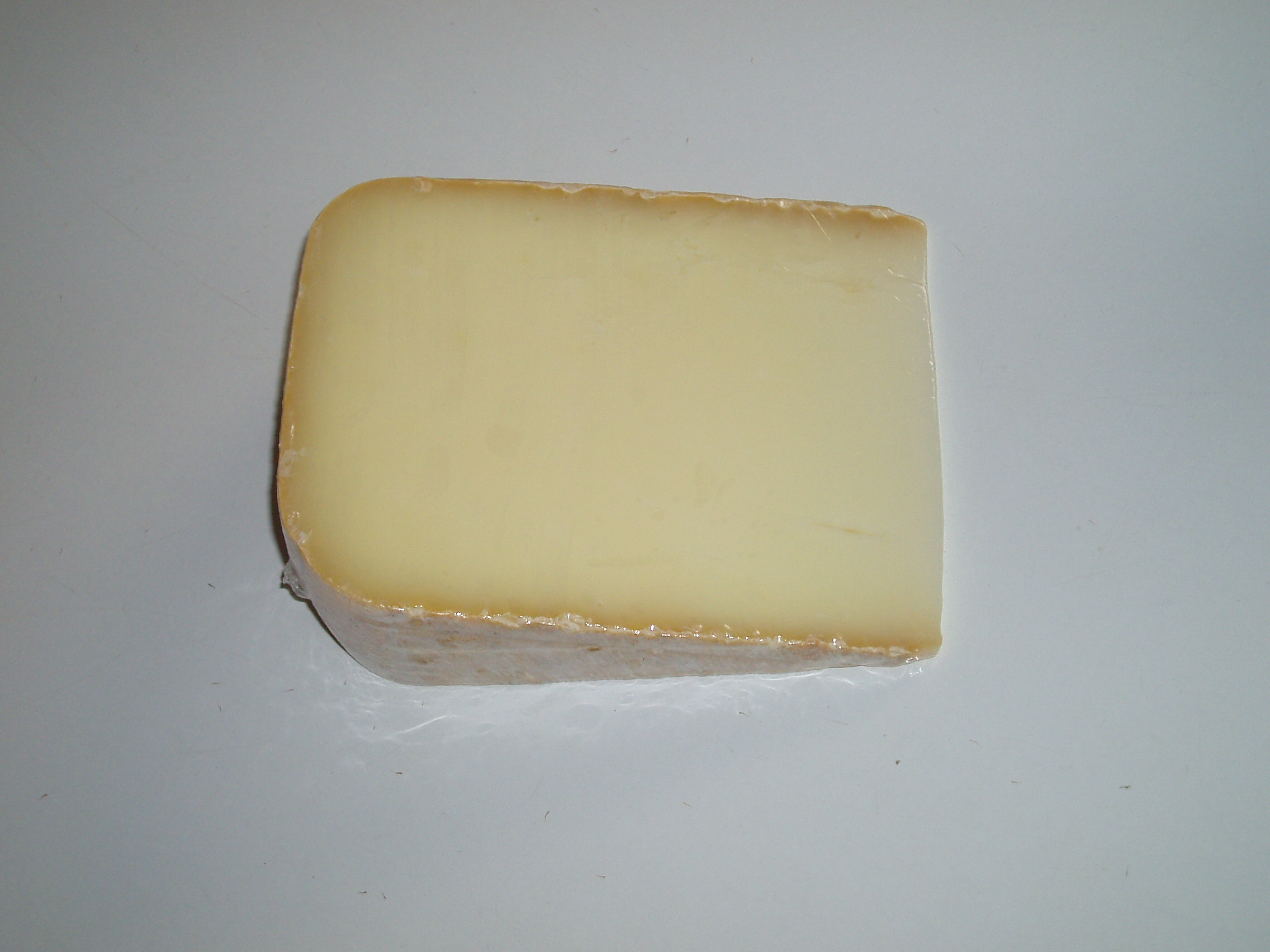
Ossau-Iraty

Osse-en-Aspe liegt in der Zone AOC des Ossau-Iraty, eines traditionell hergestellten Schnittkäses aus Schafmilch.
In Osse sind ein Zentrum für behinderte Erwachsene Foyer de vie l’Abri Montagnard und ein Altersheim eingerichtet.

### Bildung
Die Gemeinde verfügt über eine öffentliche Grundschule mit 17 Schülerinnen und Schülern im Schuljahr 2017/2018.

Logo des Jakobswegs

### Sport und Freizeit
Der Fernwanderweg GR 653 von Toulouse nach Jaca, der einem Abschnitt der Via Tolosana, dem südlichsten der vier Jakobswege, entspricht, führt nahe am Ortszentrum vorbei.

### Verkehr
Osse-en-Aspe ist erreichbar über die Nationalstraße 134 und die Routes départementales 237, 341, 441 und 442.

## Persönlichkeiten
- Marie Asserquet, genannt Marie Blanque aufgrund ihrer ungewöhnlich hellen Haut, geboren am 29. August 1765 in Osse-en-Aspe, gestorben am 25. September 1849 ebenda, war eine Aurostère, die bei Beerdigungen ein improvisiertes Lied gesungen hat. Diese Lieder sind mit einem Versmaß von acht Versfüßen verfasst und heißen Aurost.[22]

- Die Gebrüder George, Henri, Albert, Charles und Édouard Cadier haben in den Sommermonaten der Jahre 1902 und 1903 die meisten der über 3.000 m hohen Gipfel der Pyrenäen zwischen dem Aneto und dem Pic du Balaïtous erklommen. Ihr Vater war Alfred Cadier (1847–1933), evangelischer Pfarrer der Gemeinde in Osse-en-Aspe und Historiker. Er schrieb u. a. das Buch Osse, histoire de l’Eglise Réformée de la Vallée d’Aspe.